# 二重の鍵
『二重の鍵』（にじゅうのかぎ、À double tour）は1959年のフランスの映画。スタンリイ・エリンの推理小説『ニコラス街の鍵』を原作としている。
クロード・シャブロル監督の作品で、出演はマドレーヌ・ロバンソン、ジャン＝ポール・ベルモンドなど。

## キャスト
※括弧内は日本語吹替（初回放送1970年4月20日『月曜ロードショー』）
- テレーズ・マルコー：マドレーヌ・ロバンソン
- レダ：アントネッラ・ルアルディ（北浜晴子）
- ラズロ・コヴァックス：ジャン＝ポール・ベルモンド（木下秀雄）
- アンリ：ジャック・ダクミーヌ（和田文夫）
- リシャール：アンドレ・ジョスラン
- エリザベト：ジャンヌ・ヴァレリー

## スタッフ
- 監督：クロード・シャブロル
- 原作：スタンリー・エリン
- 脚本：クロード・シャブロル、ポール・ジェゴフ
- 撮影：アンリ・ドカエ
- 音楽：ポール・ミスラキ